# Patalene depranaria
Patalene depranaria là một loài bướm đêm trong họ Geometridae.